# Liste des biens culturels d'importance nationale dans le canton de Vaud

Blason du canton de Vaud.

Cette liste présente les biens culturels d'importance nationale dans le canton de Vaud. Cette liste correspond à l'édition 2009 de l'Inventaire Suisse des biens culturels d'importance nationale (Objets A) pour le canton de Vaud. Il est trié par commune et inclus : 186 bâtiments séparés, 46 collections, 32 sites archéologiques et deux cas particuliers.

## Inventaire par commune
| Photo | Objet | Type | Type | Type | Type | Type | Type | Type | Adresse                            | Commune                 | Coordonnées                      |
| Photo | Objet | A    | Arch | B    | E    | M    | O    | S    | Adresse                            | Commune                 | Coordonnées                      |
| ----- | --- | ---- | ---- | ---- | ---- | ---- | ---- | ---- | ---------------------------------- | ----------------------- | -------------------------------- |
|       | Église Saint-Maurice d'Aigle                                                                                            |      |      |      | E    |      |      |      | Avenue du Cloître                  | Aigle                   | 46° 18′ 57″ nord, 6° 58′ 26″ est |
|       | Château d'Aigle, musée de la vigne, du vin et de l’étiquette                                                            |      |      |      |      | M    | O    |      | Chemin du château                  | Aigle                   | 46° 18′ 54″ nord, 6° 58′ 34″ est |
|       | Maison de la Dîme |      |      |      | E    |      |      |      | Chemin du château                  | Aigle                   | 46° 18′ 54″ nord, 6° 58′ 32″ est |
|       | Château d'Allaman |      |      |      |      |      | O    |      |                                    | Allaman                 | 46° 28′ 17″ nord, 6° 23′ 52″ est |
|       | Chartreuse d'Oujon et maison basse attenante (monastère médiéval)                                                       | A    |      |      |      |      |      |      |                                    | Arzier-Le Muids         | 46° 27′ 52″ nord, 6° 10′ 55″ est |
|       | Poudrerie d'Aubonne |      |      |      |      |      | O    |      | Chemin de la Vaux 48               | Aubonne                 | 46° 29′ 13″ nord, 6° 24′ 12″ est |
|       | Manoir et manège |      |      |      |      |      | O    |      | Bougy-Saint-Martin 6               | Aubonne                 | 46° 29′ 35″ nord, 6° 22′ 54″ est |
|       | Maison d'Aspre avec son orangerie                                                                                       |      |      |      |      |      | O    |      | Le clos d’Aspre                    | Aubonne                 | 46° 29′ 40″ nord, 6° 23′ 31″ est |
|       | Hôtel de Ville et grenette                                                                                              |      |      |      |      |      | O    |      | Grande Rue 2                       | Aubonne                 | 46° 29′ 44″ nord, 6° 23′ 28″ est |
|       | Château d'Aubonne |      |      |      |      |      | O    |      |                                    | Aubonne                 | 46° 29′ 48″ nord, 6° 23′ 29″ est |
|       | Aventicum (ville romaine)                                                                                               | A    |      |      |      |      |      |      |                                    | Avenches                | 46° 52′ 55″ nord, 7° 03′ 01″ est |
|       | Tour de l'évêque avec amphithéâtre et Musée romain                                                                      | A    |      |      |      | M    | O    |      | Avenue Jomini                      | Avenches                | 46° 52′ 52″ nord, 7° 02′ 36″ est |
|       | Temple de Donatyre |      |      |      | E    |      |      |      | Route de Villarepos                | Avenches                | 46° 52′ 36″ nord, 7° 03′ 29″ est |
|       | Cure |      |      |      | E    |      |      |      | Rue du Jura 2                      | Avenches                | 46° 52′ 51″ nord, 7° 02′ 25″ est |
|       | Église réformée Sainte-Madeleine                                                                                        |      |      |      | E    |      |      |      | Place de l’Église                  | Avenches                | 46° 52′ 49″ nord, 7° 02′ 25″ est |
|       | Château d'Avenches |      |      |      |      |      | O    |      | Rue du Château                     | Avenches                | 46° 52′ 53″ nord, 7° 02′ 28″ est |
|       | Église réformée Notre-Dame de Bassins                                                                                   | A    |      |      |      |      | O    |      | Rue de l'Église 9                  | Bassins                 | 46° 27′ 43″ nord, 6° 13′ 53″ est |
|       | Abri de la Cure (abri préhistorique)                                                                                    | A    |      |      |      |      |      |      |                                    | Baulmes                 | 46° 47′ 34″ nord, 6° 31′ 04″ est |
|       | Beffroi communal |      |      |      | E    |      |      |      | Place de la Tour                   | Baulmes                 | 46° 47′ 27″ nord, 6° 31′ 17″ est |
|       | Fortification de l'Arzillier                                                                                            |      |      |      |      |      | O    |      |                                    | Bex                     | 46° 13′ 32″ nord, 7° 00′ 26″ est |
|       | Clocher de l’église |      |      |      | E    |      |      |      |                                    | Bex                     | 46° 15′ 04″ nord, 7° 00′ 44″ est |
|       | Pont sur le Rhône |      |      |      | E    |      |      |      | Route de Saint-Maurice             | Bex                     | 46° 13′ 24″ nord, 7° 00′ 12″ est |
|       | Saline de Bex |      |      |      |      |      |      | S    | Route de Gryon 29                  | Bex                     | 46° 15′ 38″ nord, 7° 01′ 51″ est |
|       | Château de Blonay |      |      |      |      |      |      | O    |                                    | Blonay-Saint-Légier     | 46° 28′ 10″ nord, 6° 53′ 23″ est |
|       | Église réformée Notre-Dame                                                                                              |      |      |      | E    |      |      |      | Chemin de l’Église                 | Blonay-Saint-Légier     | 46° 28′ 17″ nord, 6° 53′ 02″ est |
|       | Château d'Hauteville |      |      |      |      |      | O    |      | Chemin des Boulingrins             | Blonay-Saint-Légier     | 46° 28′ 01″ nord, 6° 52′ 06″ est |
|       | Maison Maillardoz |      |      |      | E    |      |      |      | Rue Saint-Georges 11 Grandvaux     | Bourg-en-Lavaux         | 46° 29′ 38″ nord, 6° 43′ 02″ est |
|       | Villa Choisi et ses dépendances                                                                                         |      |      |      |      |      | O    |      | Choisy                             | Bursinel                | 46° 26′ 23″ nord, 6° 18′ 59″ est |
|       | Église réformée Saint-Martin, cure et maison forte                                                                      |      |      |      |      |      | O    |      | Rue de l’Église                    | Bursins                 | 46° 27′ 11″ nord, 6° 17′ 23″ est |
|       | Tuilerie de Vinzel avec four Hoffmann                                                                                   |      |      |      | E    |      |      |      | En Beroche                         | Bursins                 | 46° 26′ 51″ nord, 6° 17′ 02″ est |
|       | Manoir de Saint-Christophe                                                                                              |      |      |      |      |      | O    |      | Saint-Christophe                   | Champvent               | 46° 46′ 23″ nord, 6° 32′ 57″ est |
|       | Château de Champvent |      |      |      |      |      | O    |      | Chemin du Château                  | Champvent               | 46° 46′ 44″ nord, 6° 34′ 16″ est |
|       | Les Ciernes-Picat (abri mésolithique)                                                                                   | A    |      |      |      |      |      |      |                                    | Château-d'Œx            |                                  |
|       | Vallon des Vaux (sites préhistoriques)                                                                                  | A    |      |      |      |      |      |      |                                    | Chavannes-le-Chêne      | 46° 46′ 30″ nord, 6° 46′ 01″ est |
|       | Scierie |      |      |      | E    |      |      |      | Veyron les Charbonnières 49, 31    | Chavannes-le-Veyron     | 46° 36′ 13″ nord, 6° 27′ 01″ est |
|       | Archives cantonales vaudoises                                                                                           |      | Arch |      |      |      |      |      | Rue de la Mouline 32               | Chavannes-près-Renens   | 46° 31′ 32″ nord, 6° 34′ 41″ est |
|       | Église réformée Saint-Maurice                                                                                           |      |      |      | E    |      |      |      | En Couvalau                        | Chavornay               | 46° 42′ 06″ nord, 6° 34′ 13″ est |
|       | Temple et cure |      |      |      |      |      | O    |      | Le Pâquier                         | Chêne-Pâquier           | 46° 46′ 14″ nord, 6° 45′ 50″ est |
|       | Château de Champittet                                                                                                   |      |      |      |      |      | O    |      |                                    | Cheseaux-Noréaz         | 46° 47′ 01″ nord, 6° 39′ 57″ est |
|       | Église de l’ancienne abbaye de Bonmont                                                                                  |      |      |      | E    |      |      |      | Bonmont                            | Chéserex                | 46° 24′ 10″ nord, 6° 08′ 57″ est |
|       | Ancienne chartreuse de La Lance                                                                                         |      |      |      |      |      | O    |      | La Lance                           | Concise                 | 46° 51′ 32″ nord, 6° 44′ 14″ est |
|       | La Raisse / En Favarges, carrière romaine                                                                               | A    |      |      |      |      |      |      |                                    | Concise                 | 46° 51′ 41″ nord, 6° 44′ 42″ est |
|       | Sous-Colachoz, la Baie, station lacustre néolithique / de l’âge du bronze                                               | A    |      |      |      |      |      |      | La Baie                            | Concise                 | 46° 50′ 50″ nord, 6° 43′ 03″ est |
|       | Temple (ancienne église des Dominicains)                                                                                |      |      |      | E    |      |      |      | Grand’Rue                          | Coppet                  | 46° 18′ 57″ nord, 6° 11′ 35″ est |
|       | Château et Institut Européen de l’Université de Genève, Centre d’Archives européennes                                   |      | Arch |      |      |      | O    |      | Rue d la Gare 2                    | Coppet                  | 46° 19′ 02″ nord, 6° 11′ 31″ est |
|       | Villa Le Lac |      |      |      | E    |      |      |      | Route de Lavaux 21                 | Corseaux                | 46° 28′ 06″ nord, 6° 49′ 46″ est |
|       | Café de la Place |      |      |      | E    |      |      |      | Place du Temple 5                  | Corsier-sur-Vevey       | 46° 28′ 14″ nord, 6° 50′ 30″ est |
|       | Manoir de Ban (maison de maître, dépendances et parc)                                                                   |      |      |      |      |      | O    |      | Route de Fénil 2                   | Corsier-sur-Vevey       | 46° 28′ 32″ nord, 6° 51′ 05″ est |
|       | Église réformée Saint-Pierre et Saint-Paul                                                                              |      |      |      | E    |      |      |      |                                    | Cossonay                | 46° 36′ 51″ nord, 6° 30′ 33″ est |
|       | Château de Crans |      |      |      |      |      | O    |      |                                    | Crans-près-Céligny      | 46° 21′ 28″ nord, 6° 12′ 32″ est |
|       | Fontaine de la Justice                                                                                                  |      |      |      | E    |      |      |      | Place de la Justice                | Cudrefin                | 46° 57′ 19″ nord, 7° 01′ 07″ est |
|       | Château de Curtilles |      |      |      |      |      | O    |      | Au Village                         | Curtilles               | 46° 41′ 54″ nord, 6° 50′ 54″ est |
|       | Clocher du temple |      |      |      | E    |      |      |      | Au Village                         | Daillens                | 46° 37′ 14″ nord, 6° 32′ 55″ est |
|       | Château de Duillier |      |      |      |      |      | O    |      | Rue du Château                     | Duillier                | 46° 24′ 25″ nord, 6° 14′ 03″ est |
|       | Grange des Dîmes |      |      |      | E    |      |      |      | Verchère                           | Duillier                | 46° 24′ 30″ nord, 6° 13′ 58″ est |
|       | Château de Dully et dépendances                                                                                         |      |      |      |      |      | O    |      | Rue du Village                     | Dully                   | 46° 25′ 46″ nord, 6° 17′ 42″ est |
|       | Château de Mestral |      |      |      |      |      | O    |      | Le Pavé, Saint-Saphorin-sur-Morges | Échichens               | 46° 32′ 43″ nord, 6° 29′ 15″ est |
|       | Ancien Canal d'Entreroches                                                                                              | A    |      |      |      |      |      |      |                                    | Éclépens                | 46° 39′ 42″ nord, 6° 33′ 13″ est |
|       | Le Mormont, site protohistorique et âge du Fer                                                                          | A    |      |      |      |      |      |      |                                    | Éclépens                | 46° 39′ 19″ nord, 6° 32′ 01″ est |
|       | Archives de la construction moderne                                                                                     |      | Arch |      |      |      |      |      | EPFL                               | Écublens                | 46° 31′ 15″ nord, 6° 33′ 50″ est |
|       | Bibliothèque cantonale et universitaire de Lausanne (section manuscrits)                                                |      | Arch | B    |      |      |      |      | Allée de Dorigny                   | Écublens                | 46° 31′ 22″ nord, 6° 34′ 46″ est |
|       | Fondation Jean-Monnet pour l'Europe                                                                                     |      | Arch |      |      |      |      |      | Route de la Sorge                  | Écublens                | 46° 31′ 26″ nord, 6° 34′ 57″ est |
|       | Domaine Cornaz et ses dépendances                                                                                       |      |      |      |      |      | O    |      | Route de Salavaux                  | Faoug                   | 46° 54′ 29″ nord, 7° 04′ 32″ est |
|       | La Gordanne (maison de maître et ses dépendances)                                                                       |      |      |      |      |      | O    |      | Route Suisse 6                     | Féchy                   | 46° 28′ 02″ nord, 6° 22′ 39″ est |
|       | Ferme ECA 148 |      |      |      | E    |      |      |      | La Rue 14                          | Gilly                   | 46° 27′ 31″ nord, 6° 17′ 48″ est |
|       | Campagne de Beaulieu |      |      |      |      |      | O    |      | Route de Genève 68                 | Gilly                   | 46° 26′ 52″ nord, 6° 19′ 01″ est |
|       | Château de Vincy |      |      |      |      |      | O    |      | Vincy 2                            | Gilly                   | 46° 27′ 43″ nord, 6° 18′ 04″ est |
|       | La Rajada (villa, ses dépendances et ses abords)                                                                        |      |      |      |      |      | O    |      | Vers le Lac                        | Gland                   | 46° 24′ 56″ nord, 6° 17′ 22″ est |
|       | Église réformée Notre-Dame de Ressudens                                                                                 |      |      |      | E    |      |      |      | Ressudens                          | Grandcour               | 46° 52′ 16″ nord, 6° 56′ 52″ est |
|       | Château de Grandcour |      |      |      |      |      | O    |      | Au Village                         | Grandcour               | 46° 52′ 25″ nord, 6° 55′ 48″ est |
|       | Station lacustre de Corcelettes                                                                                         | A    |      |      |      |      |      |      |                                    | Grandson                | 46° 49′ 06″ nord, 6° 40′ 04″ est |
|       | Église réformée Saint-Jean-Baptiste                                                                                     |      |      |      | E    |      |      |      | Rue Haute                          | Grandson                | 46° 48′ 30″ nord, 6° 38′ 37″ est |
|       | Château de Grandson |      |      |      |      |      | O    |      | Place du Château 14                | Grandson                | 46° 48′ 35″ nord, 6° 38′ 49″ est |
|       | Manoir de Hautes-Roches                                                                                                 |      |      |      | E    |      |      |      | Le Pont                            | L'Abbaye                | 46° 40′ 05″ nord, 6° 19′ 56″ est |
|       | Chapelle Saint-Antoine, dite du Jacquemart                                                                              |      |      |      | E    |      |      |      | Grand-Rue                          | La Sarraz               | 46° 39′ 35″ nord, 6° 30′ 53″ est |
|       | Château de La Sarraz |      |      |      |      |      | O    |      | Rue du Château                     | La Sarraz               | 46° 39′ 37″ nord, 6° 30′ 51″ est |
|       | Villa Kenwin |      |      |      |      | M    |      |      | Chemin du Vallon 19                | La Tour-de-Peilz        | 46° 26′ 49″ nord, 6° 52′ 42″ est |
|       | Ancien hôpital de Lausanne                                                                                              |      |      |      | E    |      |      |      | Rue Mercerie 24                    | Lausanne                | 46° 31′ 17″ nord, 6° 38′ 08″ est |
|       | Ancien tribunal fédéral                                                                                                 |      |      |      | E    |      |      |      | Allée Ernest-Ansermet 2            | Lausanne                | 46° 31′ 14″ nord, 6° 37′ 37″ est |
|       | Ancien évêché et Musée historique de Lausanne                                                                           |      |      |      | E    | M    |      |      | Place de la Cathédrale 4           | Lausanne                | 46° 31′ 20″ nord, 6° 38′ 06″ est |
|       | Ancienne Académie |      |      |      |      |      | O    |      | Rue Cité-Devant 7                  | Lausanne                | 46° 31′ 25″ nord, 6° 38′ 06″ est |
|       | Archives de la Banque Vaudoise                                                                                          |      | Arch |      |      |      |      |      | Place Saint-François               | Lausanne                | 46° 31′ 08″ nord, 6° 38′ 05″ est |
|       | Archives de la ville de Lausanne                                                                                        |      | Arch |      |      |      |      |      | Rue du Maupas 47                   | Lausanne                | 46° 31′ 30″ nord, 6° 37′ 28″ est |
|       | Archives d'Énergie Ouest Suisse                                                                                         |      | Arch |      |      |      |      |      | Chemin de Mornex 10                | Lausanne                | 46° 31′ 08″ nord, 6° 37′ 43″ est |
|       | Bibliothèque des Cèdres                                                                                                 |      |      | B    |      |      |      |      | Chemin des Cèdres 7                | Lausanne                | 46° 31′ 32″ nord, 6° 37′ 37″ est |
|       | Casino de Montbenon |      |      |      | E    |      |      |      | Allée Ernest-Ansermet 3            | Lausanne                | 46° 31′ 13″ nord, 6° 37′ 30″ est |
|       | Cathédrale Notre-Dame                                                                                                   |      |      |      |      |      | O    |      | Place de la Cathédrale             | Lausanne                | 46° 31′ 21″ nord, 6° 38′ 08″ est |
|       | Centre hospitalier universitaire vaudois (CHUV)                                                                         |      | Arch |      |      |      |      |      | Rue du Bugnon 46                   | Lausanne                | 46° 31′ 29″ nord, 6° 38′ 33″ est |
|       | Château Saint-Maire |      |      |      |      |      | O    |      | Place du Château 4                 | Lausanne                | 46° 31′ 29″ nord, 6° 38′ 08″ est |
|       | Château de Beaulieu et Collection de l'art brut                                                                         |      |      |      |      | M    | O    |      | Avenue des Bergières 11            | Lausanne                | 46° 31′ 38″ nord, 6° 37′ 30″ est |
|       | Cimetière du Bois-de-Vaux                                                                                               |      |      |      | E    |      |      |      | Route de Chavannes 2               | Lausanne                | 46° 31′ 06″ nord, 6° 36′ 09″ est |
|       | Colline de la Cité (habitat laténien / ville médiévale)                                                                 | A    |      |      |      |      |      |      |                                    | Lausanne                | 46° 31′ 28″ nord, 6° 37′ 36″ est |
|       | Église réformée Saint-François                                                                                          |      |      |      | E    |      |      |      | Place Saint-François 18            | Lausanne                | 46° 31′ 11″ nord, 6° 38′ 01″ est |
|       | Église réformée Saint-Laurent                                                                                           |      |      |      | E    |      |      |      | Rue Haldimand                      | Lausanne                | 46° 31′ 20″ nord, 6° 37′ 51″ est |
|       | Fondation de l'Hermitage, maison de maitre avec parc et musée                                                           |      |      |      |      | M    | O    |      | Route du Signal 2                  | Lausanne                | 46° 31′ 41″ nord, 6° 38′ 14″ est |
|       | Fondation Toms Pauli, Collection de Tapisserie et d'art textile                                                         |      |      |      |      | M    |      |      | Rue Caroline 2                     | Lausanne                | 46° 31′ 13″ nord, 6° 38′ 14″ est |
|       | Galeries Saint-François                                                                                                 |      |      |      | E    |      |      |      | Rue de Bourg 12–14                 | Lausanne                | 46° 31′ 11″ nord, 6° 38′ 06″ est |
|       | Gare de Lausanne |      |      |      | E    |      |      |      | Place de la Gare                   | Lausanne                | 46° 31′ 01″ nord, 6° 37′ 45″ est |
|       | Hôtel Beau-Rivage Palace                                                                                                |      |      |      | E    |      |      |      | Chemin de Beau-Rivage              | Lausanne                | 46° 30′ 28″ nord, 6° 37′ 49″ est |
|       | Hôtel de ville |      |      |      | E    |      |      |      | Place de la Palud 2                | Lausanne                | 46° 31′ 18″ nord, 6° 37′ 58″ est |
|       | Hôtel des Postes |      |      |      | E    |      |      |      | Place Saint-François 15            | Lausanne                | 46° 31′ 10″ nord, 6° 37′ 59″ est |
|       | Immeuble administratif André & Cie S.A.                                                                                 |      |      |      | E    |      |      |      | Chemin Messidor 5, 7               | Lausanne                | 46° 30′ 54″ nord, 6° 38′ 28″ est |
|       | Immeuble administratif et réfectoire de la Vaudoise assurances                                                          |      |      |      | E    |      |      |      | Avenue de Cour 41                  | Lausanne                | 46° 30′ 51″ nord, 6° 37′ 11″ est |
|       | Maison Mercier |      |      |      | E    |      |      |      | Rue du Grand-Chêne 8               | Lausanne                | 46° 31′ 11″ nord, 6° 37′ 51″ est |
|       | Les Bains de Bellerive                                                                                                  |      |      |      | E    |      |      |      | Avenue de Rhodanie 23              | Lausanne                | 46° 30′ 42″ nord, 6° 37′ 00″ est |
|       | Maison de l'Estérel |      |      |      | E    |      |      |      | Avenue d'Ouchy 16–18               | Lausanne                | 46° 30′ 47″ nord, 6° 37′ 49″ est |
|       | Maison de maitre de l'Élysée ses dépendances et ses abords et musée de l'Élysée                                         |      |      |      | E    | M    |      |      | Avenue de l’Elysée 18              | Lausanne                | 46° 30′ 36″ nord, 6° 37′ 58″ est |
|       | Immeuble de la Chandoline                                                                                               |      |      |      | E    |      |      |      | Chemin de Chandolin 4              | Lausanne                | 46° 31′ 04″ nord, 6° 38′ 47″ est |
|       | Mon Repos, parc, maison, fontaine, écuries, orangerie et temple de l'amour                                              |      |      |      |      |      | O    |      | Parc de Mon-Repos 1                | Lausanne                | 46° 31′ 08″ nord, 6° 38′ 34″ est |
|       | Maison Gaudard |      |      |      |      | M    |      |      | Place de la Cathédrale 6           | Lausanne                | 46° 31′ 20″ nord, 6° 38′ 07″ est |
|       | Musée et jardins botaniques cantonaux                                                                                   |      |      |      |      | M    |      |      | Avenue de Cour 14                  | Lausanne                | 46° 30′ 46″ nord, 6° 37′ 25″ est |
|       | Musée olympique et archives du CIO                                                                                      |      | Arch |      |      | M    |      |      | Quai d'Ouchy 1                     | Lausanne                | 46° 30′ 29″ nord, 6° 38′ 04″ est |
|       | Musée romain de Lausanne-Vidy                                                                                           |      | Arch |      |      | M    |      |      | Chemin du Bois-de-Vaux 24          | Lausanne                | 46° 31′ 08″ nord, 6° 35′ 56″ est |
|       | Ouchy, bateaux de la CGN : La Suisse, Savoie, Simplon et Rhône                                                          |      |      |      |      |      |      | S    | Ouchy                              | Lausanne                | 46° 30′ 31″ nord, 6° 37′ 04″ est |
|       | Palais de Rumine et musées cantonaux des beaux-arts, d'archéologie et d'histoire, monétaire, de géologie et de zoologie |      |      |      | E    | M    |      |      | Place de la Riponne 6              | Lausanne                | 46° 31′ 25″ nord, 6° 38′ 01″ est |
|       | Pont Chauderon |      |      |      | E    |      |      |      |                                    | Lausanne                | 46° 31′ 20″ nord, 6° 37′ 26″ est |
|       | Service documentation et archives de la Radio suisse romande                                                            |      | Arch |      |      |      |      |      | Avenue du Temple 40                | Lausanne                | 46° 32′ 00″ nord, 6° 38′ 56″ est |
|       | Rural et site de Vernand-Dessus                                                                                         |      |      |      |      |      | O    |      | Avenue de Vernand-Dessus           | Lausanne                | 46° 34′ 24″ nord, 6° 36′ 55″ est |
|       | Site de l'expo 64 avec Théâtre de Vidy                                                                                  |      |      |      |      |      | O    |      | Avenue Émile-H.-Jaques-Dalcroze 5  | Lausanne                | 46° 30′ 46″ nord, 6° 36′ 40″ est |
|       | Synagogue |      |      |      | E    |      |      |      | Avenue de Florimont                | Lausanne                | 46° 30′ 59″ nord, 6° 38′ 16″ est |
|       | Tour de Bel-Air |      |      |      | E    |      |      |      | Place Bel-Air 1                    | Lausanne                | 46° 31′ 20″ nord, 6° 37′ 44″ est |
|       | Tribunal fédéral et archives                                                                                            |      | Arch |      | E    |      |      |      | Avenue du Tribunal fédéral 29      | Lausanne                | 46° 31′ 11″ nord, 6° 38′ 39″ est |
|       | Vidy/Lousana, nécropole préhistorique / station, vicus romain                                                           | A    |      |      |      |      |      |      |                                    | Lausanne                | 46° 30′ 58″ nord, 6° 36′ 03″ est |
|       | Les Clées, bourg et château, ruines du château                                                                          | A    |      |      |      |      |      |      |                                    | Les Clées               | 46° 43′ 50″ nord, 6° 27′ 46″ est |
|       | Abbaye cistercienne de Haut-Crêt                                                                                        | A    |      |      |      |      |      |      |                                    | Les Tavernes            | 46° 33′ 24″ nord, 6° 49′ 02″ est |
|       | Château et ses abords                                                                                                   |      |      |      |      |      | O    |      | Rue du Château                     | L'Isle                  | 46° 37′ 09″ nord, 6° 24′ 42″ est |
|       | Château de Lucens et ses dépendances                                                                                    |      |      |      |      |      | O    |      | Rue du Château                     | Lucens                  | 46° 42′ 38″ nord, 6° 50′ 12″ est |
|       | Château de Luins |      |      |      |      |      | O    |      | Au Village                         | Luins                   | 46° 26′ 40″ nord, 6° 16′ 18″ est |
|       | Maison à façade gothique                                                                                                |      |      |      | E    |      |      |      | Rue du Bourg 8                     | Lutry                   | 46° 30′ 11″ nord, 6° 41′ 11″ est |
|       | Église catholique Saint-Martin                                                                                          |      |      |      | E    |      |      |      | Route de Taillepied                | Lutry                   | 46° 30′ 21″ nord, 6° 40′ 36″ est |
|       | Église réformée Saint-Martin                                                                                            |      |      |      | E    |      |      |      | Place du Temple                    | Lutry                   | 46° 30′ 09″ nord, 6° 41′ 11″ est |
|       | Château et château des Rôdeurs                                                                                          |      |      |      |      |      | O    |      | Rue du Château 4                   | Lutry                   | 46° 30′ 11″ nord, 6° 41′ 13″ est |
|       | Ferme et rural de Praz-Derrey (ECA 31)                                                                                  |      |      |      |      |      | O    |      | Praz-Derrey                        | Maracon                 | 46° 32′ 54″ nord, 6° 52′ 14″ est |
|       | Château de Mathod et ses dépendances                                                                                    |      |      |      |      |      | O    |      | Route de Suscévaz                  | Mathod                  | 46° 45′ 57″ nord, 6° 33′ 58″ est |
|       | Château d'En-Bas |      |      |      |      |      | O    |      | Route de Cossonay 1                | Mex                     | 46° 34′ 37″ nord, 6° 33′ 05″ est |
|       | Théâtre du Jorat |      |      |      | E    |      |      |      | Rue du Théâtre                     | Mézières                | 46° 35′ 53″ nord, 6° 46′ 18″ est |
|       | Saint-Martin-du-Chêne (ruines du château, ville abandonnée)                                                             | A    |      |      |      |      |      |      |                                    | Molondin                | 46° 46′ 32″ nord, 6° 45′ 33″ est |
|       | Église réformée Saint-Étienne                                                                                           |      |      |      | E    |      |      |      | Au Village                         | Montcherand             | 46° 43′ 57″ nord, 6° 30′ 39″ est |
|       | Abri sous roche du Mollendruz (occupations préhistoriques)                                                              | A    |      |      |      |      |      |      |                                    | Mont-la-Ville           | 46° 38′ 42″ nord, 6° 22′ 34″ est |
|       | Audiorama |      |      |      |      | M    |      |      | Avenue de Chillon 74               | Montreux                | 46° 25′ 30″ nord, 6° 55′ 28″ est |
|       | Gare de Montreux |      |      |      | E    |      |      |      | Avenue des Alpes 74                | Montreux                | 46° 26′ 09″ nord, 6° 54′ 37″ est |
|       | Château des Crêtes |      |      |      |      |      | O    |      | Avenue des Bosquets-de-Julie 13    | Montreux                | 46° 26′ 43″ nord, 6° 53′ 27″ est |
|       | Château du Châtelard |      |      |      |      |      | O    |      | Chemin Planchamp-Dessous 1         | Montreux                | 46° 26′ 51″ nord, 6° 53′ 58″ est |
|       | Hôtel Montreux-Palace et ses annexes                                                                                    |      |      |      |      |      | O    |      | Avenue des Alpes 100               | Montreux                | 46° 26′ 18″ nord, 6° 54′ 26″ est |
|       | Île et villa Salagnon                                                                                                   |      |      |      |      |      | O    |      | Chemin de l’Ile de Salagnon        | Montreux                | 46° 26′ 26″ nord, 6° 52′ 59″ est |
|       | Marché couvert |      |      |      | E    |      |      |      | Grand-Rue                          | Montreux                | 46° 25′ 56″ nord, 6° 54′ 35″ est |
|       | Caux-Palace |      |      |      | E    |      |      |      | Caux, Rue du Panorama 2            | Montreux                | 46° 25′ 56″ nord, 6° 56′ 15″ est |
|       | Territet, ensemble Hôtel des Alpes-Grand Hôtel                                                                          |      |      |      |      |      | O    |      | Avenue de Chillon 78               | Montreux                | 46° 25′ 32″ nord, 6° 55′ 25″ est |
|       | Villa Karma |      |      |      | E    |      |      |      | Rue du Lac 171                     | Montreux                | 46° 26′ 44″ nord, 6° 52′ 42″ est |
|       | Ancienne auberge de la Croix Blanche                                                                                    |      |      |      | E    |      |      |      | Grand-Rue 72                       | Morges                  | 46° 30′ 32″ nord, 6° 29′ 52″ est |
|       | Maison Blanchenay |      |      |      | E    |      |      |      | Grand-Rue 54                       | Morges                  | 46° 30′ 34″ nord, 6° 29′ 53″ est |
|       | Maison Linder |      |      |      | E    |      |      |      | Grand-Rue 94                       | Morges                  | 46° 30′ 30″ nord, 6° 29′ 49″ est |
|       | Les Roseaux/ La Grande Cité (Stations littorales)                                                                       | A    |      |      |      |      |      |      |                                    | Morges                  | 46° 30′ 54″ nord, 6° 30′ 30″ est |
|       | Hôtel de ville |      |      |      | E    |      |      |      | Rue Louis-de-Savoie 70             | Morges                  | 46° 30′ 29″ nord, 6° 29′ 53″ est |
|       | Château et musée militaire vaudois                                                                                      |      |      |      |      | M    | O    |      | Place de la Navigation             | Morges                  | 46° 30′ 24″ nord, 6° 29′ 47″ est |
|       | Temple |      |      |      | E    |      |      |      | Place de l’Église                  | Morges                  | 46° 30′ 39″ nord, 6° 30′ 01″ est |
|       | Maison seigneuriale de Mézières (ancien grenier bernois)                                                                |      |      |      | E    |      |      |      | Rue du Château 21                  | Moudon                  | 46° 40′ 10″ nord, 6° 47′ 40″ est |
|       | Maison seigneuriale de Rochefort                                                                                        |      |      |      | E    |      |      |      | Rue du Château 50                  | Moudon                  | 46° 40′ 10″ nord, 6° 47′ 35″ est |
|       | Maison d'Arnay |      |      |      | E    |      |      |      | Rue du Château 34                  | Moudon                  | 46° 40′ 11″ nord, 6° 47′ 41″ est |
|       | Maison des États de Vaud                                                                                                |      |      |      | E    |      |      |      | Rue du Château 15                  | Moudon                  | 46° 40′ 10″ nord, 6° 47′ 43″ est |
|       | Maison Loys de Villardin avec annexe                                                                                    |      |      |      |      |      | O    |      | Rue Grenade 34                     | Moudon                  | 46° 40′ 10″ nord, 6° 47′ 57″ est |
|       | Maison Tacheron |      |      |      | E    |      |      |      | Grand-Rue 8                        | Moudon                  | 46° 40′ 09″ nord, 6° 47′ 49″ est |
|       | Fontaine de Moïse |      |      |      | E    |      |      |      | Rue du Château                     | Moudon                  | 46° 40′ 10″ nord, 6° 47′ 34″ est |
|       | Hôtel de Ville |      |      |      | E    |      |      |      | Place de l’Hôtel-de-Ville 1        | Moudon                  | 46° 40′ 08″ nord, 6° 47′ 50″ est |
|       | Église réformée Saint-Étienne                                                                                           |      |      |      | E    |      |      |      | Place Saint-Étienne                | Moudon                  | 46° 40′ 06″ nord, 6° 47′ 56″ est |
|       | Tour de la Broye |      |      |      | E    |      |      |      | Rue du Château                     | Moudon                  | 46° 40′ 11″ nord, 6° 47′ 44″ est |
|       | Colonia Iulia Equestris (ville romaine)                                                                                 | A    |      |      |      |      |      |      |                                    | Nyon                    | 46° 22′ 57″ nord, 6° 14′ 20″ est |
|       | Musée romain |      |      |      | E    |      |      |      | Rue Maupertuis                     | Nyon                    | 46° 22′ 54″ nord, 6° 14′ 26″ est |
|       | Église réformée Notre-Dame                                                                                              |      |      |      | E    |      |      |      |                                    | Nyon                    | 46° 22′ 51″ nord, 6° 14′ 16″ est |
|       | Manoir, rue Maupertuis 2-4, Nyon                                                                                        |      |      |      |      |      | O    |      | Rue Maupertuis 2,4                 | Nyon                    | 46° 22′ 54″ nord, 6° 14′ 26″ est |
|       | Château et Musée historique et des porcelaines                                                                          |      |      |      |      | M    | O    |      | Place du Château                   | Nyon                    | 46° 22′ 55″ nord, 6° 14′ 26″ est |
|       | Archives du siège de l'UEFA                                                                                             |      | Arch |      |      |      |      |      | Route de Genève 46                 | Nyon                    | 46° 22′ 15″ nord, 6° 13′ 52″ est |
|       | Saint-Triphon et Charpigny (site de hauteur, époque préhistorique)                                                      | A    |      |      |      |      |      |      |                                    | Ollon                   | 46° 17′ 42″ nord, 6° 58′ 32″ est |
|       | Église réformée Saint-Martin                                                                                            |      |      |      | E    |      |      |      | Rue de l’Église                    | Onnens                  | 46° 50′ 19″ nord, 6° 41′ 10″ est |
|       | Orbe-Boscéaz (villa gallo-romaine)                                                                                      | A    |      |      |      |      |      |      |                                    | Orbe                    | 46° 44′ 40″ nord, 6° 32′ 13″ est |
|       | Château avec ses 2 tours et son esplanade                                                                               |      |      |      | E    |      |      |      | Place du Marché 2                  | Orbe                    | 46° 43′ 27″ nord, 6° 31′ 54″ est |
|       | Église réformée Notre-Dame                                                                                              |      |      |      | E    |      |      |      | Rue du Château                     | Orbe                    | 46° 43′ 29″ nord, 6° 31′ 58″ est |
|       | Hôtel de Ville |      |      |      |      |      |      | O    |                                    | Orbe                    | 46° 43′ 33″ nord, 6° 31′ 58″ est |
|       | Pont des Planches |      |      |      | E    |      |      |      |                                    | Ormont-Dessous          | 46° 21′ 20″ nord, 7° 03′ 19″ est |
|       | Église réformée Saint-Théodule                                                                                          |      |      |      | E    |      |      |      | Vers-l’Église                      | Ormont-Dessus           | 46° 21′ 13″ nord, 7° 07′ 54″ est |
|       | Scierie des Pontons |      |      |      | E    |      |      |      |                                    | Ormont-Dessus           | 46° 21′ 18″ nord, 7° 07′ 41″ est |
|       | Église réformée |      |      |      | E    |      |      |      | Oron-la-Ville                      | Oron                    | 46° 34′ 14″ nord, 6° 49′ 38″ est |
|       | château et bibliothèque du château d'Oron                                                                               |      |      | B    |      |      | O    |      | Petit Clos                         | Oron-le-Châtel          | 46° 34′ 28″ nord, 6° 50′ 14″ est |
|       | Abbatiale et anciens bâtiments conventuels                                                                              |      |      |      |      |      | O    |      | Place du Tribunal                  | Payerne                 | 46° 49′ 15″ nord, 6° 56′ 15″ est |
|       | Ancien tribunal |      |      |      | E    |      |      |      | Place du Marché 3                  | Payerne                 | 46° 49′ 14″ nord, 6° 56′ 18″ est |
|       | Fontaine du Banneret |      |      |      | E    |      |      |      | Place Saint-Laurent                | Payerne                 | 46° 49′ 15″ nord, 6° 56′ 17″ est |
|       | Église réformée Notre-Dame                                                                                              |      |      |      | E    |      |      |      | Rue du Temple                      | Payerne                 | 46° 49′ 15″ nord, 6° 56′ 18″ est |
|       | Centre d'archivage de la cinémathèque suisse                                                                            |      | Arch |      |      |      |      |      | Chemin de la Vaux                  | Penthaz                 | 46° 36′ 07″ nord, 6° 32′ 10″ est |
|       | Château de Prangins et ses abords, Musée national                                                                       |      |      |      |      | M    | O    |      |                                    | Prangins                | 46° 23′ 39″ nord, 6° 15′ 07″ est |
|       | Villa les Bleuets, jardins et port                                                                                      |      |      |      |      |      | O    |      | Route de Promenthoux               | Prangins                | 46° 23′ 31″ nord, 6° 16′ 01″ est |
|       | Chalet d'alpage La Redalle                                                                                              |      |      |      | E    |      |      |      |                                    | Provence                | 46° 52′ 48″ nord, 6° 38′ 53″ est |
|       | Villa romaine du Prieuré, peintures murales                                                                             | A    |      |      |      |      |      |      |                                    | Pully                   | 46° 30′ 34″ nord, 6° 39′ 43″ est |
|       | Jardins de la villa Eupalinos                                                                                           |      |      |      | E    |      |      |      | Chemin de la Bruyère 17            | Pully                   | 46° 31′ 25″ nord, 6° 39′ 44″ est |
|       | Île de la Harpe |      |      |      | E    |      |      |      |                                    | Rolle                   | 46° 27′ 20″ nord, 6° 20′ 22″ est |
|       | Château et Fonds historique de la bibliothèque communale de Rolle                                                       |      |      | B    |      |      | O    |      | Grand-Rue 1                        | Rolle                   | 46° 27′ 31″ nord, 6° 20′ 29″ est |
|       | Périmètre de l’ancienne abbaye clunisienne                                                                              | A    |      |      |      |      | O    |      | Au Village                         | Romainmôtier-Envy       | 46° 41′ 36″ nord, 6° 27′ 41″ est |
|       | Sidérurgie préhistorique / médiévale                                                                                    | A    |      |      |      |      |      |      |                                    | Romainmôtier-Envy       | 46° 40′ 20″ nord, 6° 28′ 43″ est |
|       | Grand Chalet |      |      |      | E    |      |      |      | Le Borjoz                          | Rossinière              | 46° 27′ 57″ nord, 7° 05′ 04″ est |
|       | Maison de la Place |      |      |      | E    |      |      |      | La Place                           | Rossinière              | 46° 28′ 01″ nord, 7° 04′ 56″ est |
|       | Église réformée Saint-Nicolas-de-Myre                                                                                   |      |      |      | E    |      |      |      |                                    | Rougemont               | 46° 29′ 16″ nord, 7° 12′ 23″ est |
|       | Scierie et ancien moulin                                                                                                |      |      |      |      |      | O    |      |                                    | Saint-George            | 46° 30′ 33″ nord, 6° 15′ 52″ est |
|       | Église réformée Notre-Dame                                                                                              |      |      |      | E    |      |      |      | Rue du Motty                       | Saint-Prex              | 46° 28′ 53″ nord, 6° 27′ 30″ est |
|       | Église réformée Saint-Symphorien avec villa gallo-romaine et cure                                                       | A    |      |      |      |      |      | O    | Chemin Neuf                        | Saint-Saphorin (Lavaux) | 46° 28′ 24″ nord, 6° 47′ 46″ est |
|       | Église réformée Sainte-Marie-Madeleine                                                                                  |      |      |      |      |      | O    |      | Chemin du Crêt                     | Saint-Sulpice           | 46° 30′ 32″ nord, 6° 33′ 35″ est |
|       | Émetteur de Sottens |      |      |      | E    |      |      |      | Route de Peyres-Possens            | Sottens                 | 46° 39′ 22″ nord, 6° 44′ 07″ est |
|       | Église réformée Saint-Jean-Baptiste                                                                                     |      |      |      | E    |      |      |      | Au Village                         | Treytorrens             | 46° 46′ 16″ nord, 6° 48′ 03″ est |
|       | Sanctuaires romains | A    |      |      |      |      |      |      |                                    | Ursins                  | 46° 44′ 07″ nord, 6° 40′ 06″ est |
|       | Château de Valeyres |      |      |      | E    |      |      |      | Rue du Village 5                   | Valeyres-sous-Rances    | 46° 45′ 10″ nord, 6° 31′ 32″ est |
|       | Gare internationale |      |      |      | E    |      |      |      | Rue de la Gare 1                   | Vallorbe                | 46° 42′ 44″ nord, 6° 22′ 14″ est |
|       | Alimentarium (Musée de l'alimentation)                                                                                  |      |      |      |      | M    |      |      | Quai Perdonnet 25                  | Vevey                   | 46° 27′ 30″ nord, 6° 50′ 47″ est |
|       | Château de l'Aile |      |      |      | E    |      |      |      | Grande Place 1                     | Vevey                   | 46° 27′ 33″ nord, 6° 50′ 27″ est |
|       | Cour au Chantre |      |      |      | E    |      |      |      | Rue du Simplon 22                  | Vevey                   | 46° 27′ 36″ nord, 6° 50′ 44″ est |
|       | Hôtel des Trois Couronnes                                                                                               |      |      |      | E    |      |      |      | Rue du Château 1                   | Vevey                   | 46° 27′ 30″ nord, 6° 50′ 54″ est |
|       | Église catholique Notre-Dame                                                                                            |      |      |      | E    |      |      |      | Rue des Chenevières                | Vevey                   | 46° 27′ 32″ nord, 6° 51′ 10″ est |
|       | La grenette et place du Marché                                                                                          |      |      |      |      |      | O    |      | Grande Place 29                    | Vevey                   | 46° 27′ 38″ nord, 6° 50′ 34″ est |
|       | Musée Jenisch (Musée des beaux-arts, Cabinet cantonal des estampes)                                                     |      |      |      |      | M    |      |      | Avenue de la Gare 2                | Vevey                   | 46° 27′ 41″ nord, 6° 50′ 43″ est |
|       | Musée de la confrérie des vignerons                                                                                     |      |      |      |      | M    |      |      | Rue du Château 2                   | Vevey                   | 46° 27′ 29″ nord, 6° 50′ 57″ est |
|       | Bâtiment administratif et archives historiques de Nestlé SA                                                             |      | Arch |      | E    |      |      |      | Avenue Nestlé 55                   | Vevey                   | 46° 28′ 00″ nord, 6° 50′ 05″ est |
|       | Église orthodoxe |      |      |      | E    |      |      |      | Rue des Communaux 12               | Vevey                   | 46° 27′ 43″ nord, 6° 50′ 45″ est |
|       | Hôtel de ville |      |      |      | E    |      |      |      | Rue du Lac 2                       | Vevey                   | 46° 27′ 32″ nord, 6° 50′ 50″ est |
|       | Église réformée Saint-Martin                                                                                            |      |      |      | E    |      |      |      | Boulevard Saint-Martin             | Vevey                   | 46° 27′ 44″ nord, 6° 50′ 49″ est |
|       | Musée suisse de l'appareil photographique                                                                               |      |      |      |      | M    |      |      | Grande Place                       | Vevey                   | 46° 27′ 36″ nord, 6° 50′ 29″ est |
|       | Tour Saint-Jean et fontaine                                                                                             |      |      |      |      |      | O    |      | Rue du Lac                         | Vevey                   | 46° 27′ 32″ nord, 6° 50′ 50″ est |
|       | Viaduc autoroutier de Chillon sur la A9                                                                                 |      |      |      | E    |      |      |      |                                    | Veytaux                 | 46° 24′ 49″ nord, 6° 55′ 49″ est |
|       | Château de Chillon |      |      |      |      |      | O    |      | Avenue du Chillon 21               | Veytaux                 | 46° 24′ 51″ nord, 6° 55′ 39″ est |
|       | Château de Vufflens avec dépendances                                                                                    |      |      |      |      |      | O    |      | Chemin de la Balle 1               | Vufflens-le-Château     | 46° 31′ 29″ nord, 6° 28′ 35″ est |
|       | Château de Vullierens avec dépendances                                                                                  |      |      |      |      |      | O    |      | Rue du Château                     | Vullierens              | 46° 34′ 16″ nord, 6° 28′ 48″ est |
|       | Pointe de Montbec (station lacustre préhistorique)                                                                      | A    |      |      |      |      |      |      | Chabrey                            | Vully-les-Lacs          | 46° 56′ 10″ nord, 6° 58′ 15″ est |
|       | Château de Guévaux avec ses dépendances                                                                                 |      |      |      |      |      |      | O    | Mur                                | Vully-les-Lacs          | 46° 56′ 17″ nord, 7° 03′ 23″ est |
|       | Alignement de Clendy | A    |      |      |      |      |      |      |                                    | Yverdon-les-Bains       | 46° 46′ 52″ nord, 6° 39′ 25″ est |
|       | Eburodunum (oppidum celtique / vicus romain / ville médiévale et moderne)                                               | A    |      |      |      |      |      |      |                                    | Yverdon-les-Bains       | 46° 46′ 28″ nord, 6° 38′ 30″ est |
|       | Oppidum de Sermuz | A    |      |      |      |      |      |      | Gressy                             | Yverdon-les-Bains       | 46° 45′ 24″ nord, 6° 38′ 44″ est |
|       | Logis de l'Aigle royal                                                                                                  |      |      |      | E    |      |      |      | Place Pestalozzi 2                 | Yverdon-les-Bains       | 46° 46′ 42″ nord, 6° 38′ 25″ est |
|       | Maison Thorens |      |      |      | E    |      |      |      | Rue du Four 17                     | Yverdon-les-Bains       | 46° 46′ 42″ nord, 6° 38′ 21″ est |
|       | Bibliothèque publique d'Yverdon-les-Bains                                                                               |      |      | B    |      |      |      |      | Place de l’Ancienne-Poste 4        | Yverdon-les-Bains       | 46° 46′ 48″ nord, 6° 38′ 21″ est |
|       | Hôtel de Ville |      |      |      | E    |      |      |      | Place Pestalozzi 1                 | Yverdon-les-Bains       | 46° 46′ 42″ nord, 6° 38′ 27″ est |
|       | Église réformée |      |      |      | E    |      |      |      | Place Pestalozzi                   | Yverdon-les-Bains       | 46° 46′ 44″ nord, 6° 38′ 26″ est |
|       | Château d'Yverdon et musée                                                                                              |      |      |      |      | M    | O    |      | Place Pestalozzi                   | Yverdon-les-Bains       | 46° 46′ 42″ nord, 6° 38′ 29″ est |
|       | Villa d'Entremonts |      |      |      | E    |      |      |      | Avenue des Bains 20                | Yverdon-les-Bains       | 46° 46′ 20″ nord, 6° 38′ 57″ est |